# Cerro Nube Flane
El Cerro Nube Flane es una gran montaña ubicada en los municipios de San Pedro Mixtepec -Distrito 26-, San Juan Ozolotepec y Santo Domingo Ozolotepec, al sur del estado de Oaxaca, México. La cima alcanza los 3,784 metros sobre el nivel del mar, con lo cual es la cumbre más elevada del estado y de la Sierra Madre del Sur, así como la montaña no volcánica más alta del país. Tiene una prominencia de 2,120 metros, por lo que es un pico ultraprominente. Por su localización tan inaccesible, es una montaña poco conocida.

## Toponimia
La montaña aparece en diversas fuentes con los nombres “Nube Flan”, “Quie Yelaag” (en idioma zapoteco) y “Cerro el Nacimiento”. En náhuatl se llama Mixtepētl, que significa “Cerro de las nubes”.